# Фолькмар
Фолькмар (Фолькмарус, Волкмарус) (нем. Folcmar, Folcmarus, Volcmarus; ? — 18 июля 969) — церковный деятель Священной Римской империи, Архиепископ Кёльнский (965—969).

## Биография

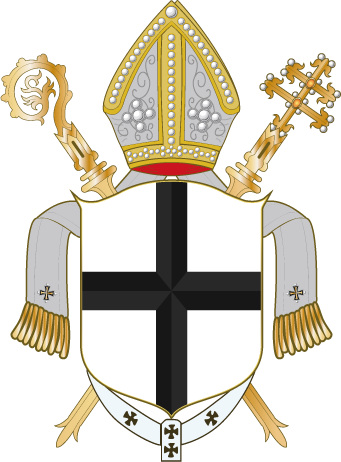

Происхождение Фолькмара не совсем понятно. Представитель саксонского остфальского дворянского рода. Вероятно, был младшим сыном Фридриха II, графа Гарцгау. С юности готовился для церковной службы, получив соответствующее образование. Часто упоминается как ученик его предшественника, архиепископа Бруно I.
Последовательно служил каноником соборов в Гильдесхайме и Кёльне, пробстом в Бонне.
На рубеже 965/966 года Фолькмар по указу императора Оттона I стал архиепископом Кёльна.
Умер 18 июля 969 года, ему наследовал известный архиепископ Геро.